# Xavier Pinsach
Xavi Pinsach Cabañas (Girona, 29 mei 1996) is een Spaans motorcoureur.

## Carrière
Pinsach begon zijn motorsportcarrière in het Catalaanse motocross-kampioenschap in 2004, waarin hij derde werd. Tevens reed hij in het provinciale kampioenschap van Girona en werd hierin tweede. In de jaren die volgden reed hij in diverse regionale en nationale kampioenschappen in de 50cc-, 70cc- en 125cc-klassen. Hij eindigde ieder jaar in de top 10 van het kampioenschap. In 2010 maakte hij de overstap naar de FIM MotoGP Rookies Cup, waarin twee negende plaatsen op het Automotodrom Brno en het Misano World Circuit zijn beste resultaten waren. Met 28 punten werd hij achttiende in de eindstand. In 2011 bleef hij actief in de klasse en behaalde hij een podiumfinish op het Autódromo do Estoril, waardoor hij met 87 punten negende werd in de eindstand.
Na 2011 was Pinsach een aantal jaren niet actief binnen de motorsport, totdat hij in 2015 terugkeerde in het Spaanse Superstock 600-kampioenschap en hierin de titel won. Ook reed hij dat jaar met een wildcard in een race van de European Junior Cup op het Circuito Permanente de Jerez en won de race. Dat jaar sloot hij af in het laatste raceweekend van het wereldkampioenschap Supersport op het Losail International Circuit op een Honda als vervanger van Marcos Ramírez. Hij eindigde de race als vijftiende en scoorde zodoende een kampioenschapspunt.
In 2016 maakte Pinsach de overstap naar het Spaanse Moto2-kampioenschap op een Tech 3. Na vier races, waarin hij geen enkele keer aan de finish kwam, verliet hij de klasse. Vervolgens keerde hij terug naar het Spaanse Superstock 600-kampioenschap, waarin hij zesde werd. Tevens reed hij dat jaar in de laatste drie races van het WK Supersport op een Honda als vervanger van Kevin Wahr. Op het Circuit Magny-Cours werd hij veertiende, op Jerez twaalfde en op Losail viel hij uit. Met zes punten werd hij dertigste in het eindklassement.
In 2017 maakte Pinsach zijn debuut in de Spaanse Superstock 1000-kampioenschap, waarin hij achtste werd. Tevens reed hij dat jaar op een Kawasaki in de FIM Superstock 1000 Cup. Hij kwam enkel tot scoren met een veertiende plaats op het Autódromo Internacional do Algarve, waardoor hij met twee punten op plaats 31 eindigde. In 2018 werd hij tweede in de Spaanse Superstock 1000. Verder reed hij in de eerste twee races van de FIM Superstock 1000 Cup op een Kawasaki; op het Motorland Aragón werd hij tiende, terwijl hij op het TT-Circuit Assen als dertiende eindigde.
In 2019 maakte Pinsach de overstap naar het Spaans kampioenschap superbike, waarin hij op een Yamaha reed. Zijn beste resultaat was een vierde plaats in de seizoensopener op Jerez. Met 74 punten werd hij zevende in het kampioenschap. In 2020 bleef hij actief in de klasse. Hij behaalde twee podiumplaatsen op het Circuit Ricardo Tormo Valencia en een op Jerez, maar hij miste de laatste twee raceweekenden. Met 106 punten werd hij opnieuw zevende in de eindstand. Tevens maakte hij aan het eind van dat jaar zijn debuut in het wereldkampioenschap superbike op een Kawasaki als eenmalige vervanger van de geblesseerde Maximilian Scheib in het raceweekend op Magny-Cours. Hij eindigde als vijftiende in de eerste race, waardoor hij een punt voor het kampioenschap behaalde.